# Valeri Bojinov
Valeri Emilov Bozhinov - em búlgaro Валери Емилов Божинов - (Gorna Oryakhovitsa, 15 de fevereiro de 1986) é um futebolista búlgaro que atua como atacante. Atualmente, joga pelo Vitosha.

## Carreira
Bojinov surgiu como promessa na Lecce.

## Seleção
Bojinov integrou a Seleção Búlgara de Futebol na Eurocopa de 2004.

## Ligações Externas
- Perfil em LevskiSofia.info (em inglês)